# Pârâul Urșilor
Pârâul Urșilor este unul din cele două brațe care formează râul Lăpușel. 